# Alle gehen schlafen
Alle gehen schlafen (schwedisch Alla ska sova) ist ein Buch von Astrid Lindgren mit Illustrationen von Marit Törnqvist. Es beinhaltet Lindgrens gleichnamiges Lied.

## Handlung
An einem schwedischen Sommerabend folgt der Leser einer Katze bei einem magischen Spaziergang zu den Lämmern und anderen kleinen Tieren, die lieber spielen als schlafen möchten. Erst wenn die Dämmerung zur Nacht wird, scheint es so als würden alle Tiere einschlafen. Auch die Katze kehrt nach Hause zurück und legt sich schlafen.

## Hintergrund
Astrid Lindgren schrieb das Lied ursprünglich für den Film Wir Kinder aus Bullerbü. In dem Film singen die Mädchen zwei Strophen des Lieds, als sie auf dem Heuboden übernachten. Komponiert wurde die Musik dazu von Georg Riedel.
Als die Künstlerin Marit Törnqvist hörte, wie das Lied auf Lindgrens Beerdigung im Jahr 2002 gesungen wurde, beschloss sie ein Bilderbuch zu dem Text zu erstellen.
In Schweden wurde das Buch mit den Illustrationen am 30. April 2019 erstveröffentlicht. Zur Veröffentlichung des Buches wurde ein Trailer erstellt. In diesem wurden die Bilder von Marit Törnqvist animiert und dazu wurde die Melodie des Liedes Alla ska sova gespielt. Am 29. Juni 2019 wurde eine Ausstellung in Astrid Lindgrens Zuhause Näs eröffnet, in der Törnqvists Illustrationen gezeigt wurden. Auf der Astrid-Lindgren-Konferenz im November 2019 wurde das Lied von Britta Persson vorgetragen; dazu wurden die Bilder von Marit Törnqvist präsentiert.
In Deutschland wurde das Buch im September 2020 veröffentlicht. Übersetzt wurde das Lied von Torsten Meiwald. Außerdem wurde eine neue Version des Liedes aufgenommen und als Video mit den Bildern zum Buch herausgebracht.

## Ausgaben
- Alla ska sova (2019), Rabén & Sjögren, schwedische Ausgabe, illustriert von Marit Törnqvist
- Alle skal sove (2019), Cappelen Damm, norwegische Ausgabe, illustriert von Marit Törnqvist
- Alles gaat slapen (2019), Querido, niederländische Ausgabe, illustriert von Marit Törnqvist
- Alle gehen schlafen (2020), Oetinger, deutsche Ausgabe, illustriert von Marit Törnqvist, übersetzt von Torsten Meiwald
- Now that Night is Near (2020), Floris Books, englische Ausgabe, illustriert von Marit Törnqvist

## Rezeption
Marie Magnusson von Smålandsposten findet, dass Alle gehen schlafen ein bezauberndes Buch für Kleinkinder sei, die nicht schlafen wollen.
Mariëlle Oussoren-Buys vom Reformatorisch Dagblad lobt Lindgrens poetischen und süßen Text sowie Marit Törnqvists verträumte Illustrationen.
Auch Annette van der Plas vom Nederlands Dagblad ist begeistert von den Illustrationen. Sie meint diese seien alles kleine Gemälde, die sie auch gerne aufhängen würde.
Gunilla Brodrej von Expressen fügt hinzu, dass es bei Törnqvists Illustrationen fast so scheine, als würde der Tau förmlich aus den Bildern hinaussteigen. Törnqvist würde die Art von Landschaft darstellen, die sich der Leser als Astrid Lindgrens Land vorstellen würde. Die Farbpalette reiche von Gold über Ocker bis hin zu Lindenblütengrün und Azurblau. Besonders schön sei es das Buch den Kindern zur schönsten Aufnahme des gleichnamigen Liedes zu zeigen. George Riedel habe zu dem Lied eine Melodie erschaffen, die die Kinder gleich zum Mitsingen anregen würde. Lied und Buch würden Brodrej auch an ihre eigene Kindheit erinnern, als sie selber nicht schlafen wollte.